# German Beach Open 2023
Die German Beach Open 2023 sind eine Serie von Beachhandball-Turnieren in Deutschland. Die Serie wird 2023 zum 29. Mal in Deutschland ausgetragen.
Die German Beach Open dienen als Qualifikation für die Deutschen Meisterschaften des Jahres. Es werden jeweils Turniere für Frauen und Männer ausgetragen. In den verschiedenen Altersklassen des Nachwuchses werden eigene Turniere veranstaltet. Je nach Wertigkeit können bei jedem der Turniere Qualifikationspunkte für die nationale Meisterschaft erworben werden. Durch das Erfüllen bestimmter Kriterien, die in einem Punktesystem zusammengefasst werden, kann ein Beachcup eine Aufwertung hin zum Supercup (in der Tabelle gelb hinterlegt) erhalten, was eine größere Punktzahl für die Qualifikation zu den Deutschen Meisterschaften mit sich bringt. Ausländische Mannschaften sind bei den Turnieren teilnahmeberechtigt, können sich aber nicht für die Meisterschaften qualifizieren. Zum Teil gehören die Turniere auch zur European Beach Tour 2023.
Aufgrund des engen Terminkalenders des Jahres 2023 blieb für die Serie nur ein vergleichsweise kleines Zeitfenster zwischen den Europameisterschaften 2023 in Nazaré sowie den Deutschen Meisterschaften Ende Juli offen. Es fanden zum Teil bis zu drei Turniere an einem Wochenende statt. Da die Deutschen Meisterschaften zudem vorverlegt wurden, wurden die eigentlich für das Wochenende geplanten TRIBE Sand Spiele in Nordhemmern abgesagt.

## Frauen
| Karacho Beach Cup Details                     | 9.–11. Juni, Kelkheim     |  |  |  |  |  |  |
| Aldner Beach Days Details                     | 9.–11. Juni, Altenheim    |  |  |  |  |  |  |
| 26. Beach- und Rasen-Handball-Turnier Details | 9.–11. Juni, Großlangheim |  |  |  |  |  |  |
| Bartenbeach Details                           | 23.–25. Juni, Bartenbach  |  |  |  |  |  |  |
| Travemünder Beachcup Details                  | 23.–25. Juni, Travemünde  |  |  |  |  |  |  |
| Oberlübber Beach Open Details                 | 30. Juni–2. Juli, Hille   |  |  |  |  |  |  |
| Damp Beach Open Details                       | 7.–9. Juli, Damp          |  |  |  |  |  |  |
| HVSA-Sparkassen-BeachMasters Details          | 7.–9. Juli, Magdeburg     |  |  |  |  |  |  |
| TG Beach Open Details                         | 7.–9. Juli, Geislingen    |  |  |  |  |  |  |
| Rankbach Beachcup Details                     | 14.–16. Juli, Renningen   |  |  |  |  |  |  |
| Herrenhäuser Beach Cup Details                | 14.–16. Juli, Hannover    |  |  |  |  |  |  |
| Nürnberg Beach Open Details                   | 14.–16. Juli, Nürnberg    |  |  |  |  |  |  |
| Isar Beachcup Details                         | 21.–23. Juli, Ismaning    |  |  |  |  |  |  |
| Deutsche Meisterschaften Details              | 28.–30. Juli, Cuxhaven    |  |  |  |  |  |  |

## Männer
| Karacho Beach Cup Details                     | 9.–11. Juni, Kelkheim     |  |  |  |  |  |  |
| Aldner Beach Days Details                     | 9.–11. Juni, Altenheim    |  |  |  |  |  |  |
| 26. Beach- und Rasen-Handball-Turnier Details | 9.–11. Juni, Großlangheim |  |  |  |  |  |  |
| Bartenbeach Details                           | 23.–25. Juni, Bartenbach  |  |  |  |  |  |  |
| Travemünder Beachcup Details                  | 23.–25. Juni, Travemünde  |  |  |  |  |  |  |
| Oberlübber Beach Open Details                 | 30. Juni–2. Juli, Hille   |  |  |  |  |  |  |
| Damp Beach Open Details                       | 7.–9. Juli, Damp          |  |  |  |  |  |  |
| HVSA-Sparkassen-BeachMasters Details          | 7.–9. Juli, Magdeburg     |  |  |  |  |  |  |
| TG Beach Open Details                         | 7.–9. Juli, Geislingen    |  |  |  |  |  |  |
| Rankbach Beachcup Renningen Details           | 14.–16. Juli, Renningen   |  |  |  |  |  |  |
| Herrenhäuser Beach Cup Details                | 14.–16. Juli, Hannover    |  |  |  |  |  |  |
| Nürnberg Beach Open Details                   | 14.–16. Juli, Nürnberg    |  |  |  |  |  |  |
| Isar Beachcup Details                         | 21.–23. Juli, Ismaning    |  |  |  |  |  |  |
| Deutsche Meisterschaften Details              | 28.–30. Juli, Cuxhaven    |  |  |  |  |  |  |